# Aethalopteryx simplex
Aethalopteryx simplex is een vlinder uit de familie van de Houtboorders (Cossidae). De wetenschappelijke naam van deze soort is voor het eerst gepubliceerd in 1905 door Per Olof Christopher Aurivillius.
De soort komt voor in Nigeria.